# Чешма на улица „Морея“
Чешмата на улица „Морея“ (на гръцки: Kρήνη στην οδό Μωρεάς) е историческа османска чешма в македонския град Солун, Гърция.
Чешмата е разположена в Горния град – бившата турска махала, на кръстговището на улица „Морея“ с улица „Еолос“. Чешмата е нереставрирана, а коритото е изчезнало.